# Grödeni-völgy
A Grödeni-völgy vagy röviden Gröden, németül: Grödnertal, ladin nyelven Gherdëina (kiejtése: Gherdëina), olaszul: Val Gardena vagy röviden Gardena, egy nagy kiterjedésű völgy az észak-olaszországi Dolomitokban, Dél-Tirolban (Bolzano megyében), Trentino-Dél-Tirol régióban, az Eisack (Isarco) folyó völgyétől keletre, a Sella-csoporttól északnyugatra. A völgy lakossága német és ladin anyanyelvű. Lakosainak megjelölése németül „Grödner”, olaszul „gardenesi”.

## Fekvése
A mintegy 30 km hosszú Grödeni-völgy a Dél-Tirolt észak-déli irányban átmetsző Eisack (Isarco) folyó völgyének keleti mellékvölgye. Szélesebb értelemben véve a  völgy az Eisack-menti Waidbrucknál (Ponte Gardena) kezdődik, innen emelkedik nyugat-keleti irányban, több nagy kanyart leírva fel a Sella-csoporthoz, közelebbről a Plan de Gralba fennsíkra, innen elágazik a Grödeni-hágóra és a Sella-hágóra, melyek a Sella-hegycsoportot északról ill. nyugatról határolják. A Grödeni-völgy ben a Grödeni-patak (Grödner Bach / Rio Gardena), amely a Sella-hágóban ered, és Waidbruck közelében torkollik az Eisack folyóba. A 26 km hosszú Grödeni-patak 199 km2-es vízgyűjtő területével az Eisack folyó második legnagyobb mellékfolyója (a Rienz (Rienza) folyó után). A völgy területei 1236 és 3181 méter tengerszint feletti magasságok között fekszenek.
A szűkebb – etnikai, turisztikai – értelemben vett Grödeni-völgy csak kb. 9 km-rel feljebb, 1100 m tszf. magasságban, a Lajen Laion) községhez tartozó Pontives falunál összeszűkülő völgyszorostól kezdődik, e helyet Porta Ladina, azaz „ladin kapu” néven ismerik. Itt kezdődik a ma is többségében ladin nyelvű lakosság által lakott grödeni települések sora.
A Grödeni-völgy déli határvidéke a nagy kiterjedésű Seiser Alm (Alpe di Siusi) fennsík, ahol alpesi gazdálkodás és legeltetés folyik. A fennsík északi lejtőin fekvő frakciók (településrészek) a Jender-patak torkolatáig földrajzilag és nyelvileg Grödenhez kötődnek, közigazgatásilag azonban ősidők óta a délkeletebbre fekvő Kastelruth Castelrotto)  városhoz vannak csatolva. A Seiser Almot nyugaton, a Langkofel-csoport (Gruppo Sassolungo) 3181 m magas hegytömbje uralja, mely a Felső Grödeni-völgy déli oldalát alkotja.
A Grödeni-völgyet északon kísérő hegyvonulat egy része természetvédelmi terület, a Puez-Geisler Nemzeti Parkhoz tartozik.

### Közigazgatása
Gröden lakosainak száma mintegy 10 000 fő, három községben, melyekhez kisebb alárendelt településrészek, frakciók (olaszul: frazione, németül: Weiler) is tartoznak. Nyugatról kelet felé haladva (zárójelben olasz és ladin névvel):
- St. Ulrich (olaszul: Ortisei, ladinul Urtijëi), 5600 lakos. Frakciója: St. Jakob in Gröden (San Giacomo / Sacun)
- St. Christina in Gröden (olaszul: Santa Cristina Valgardena, ladinul: S. Cristina-Gherdëina), 1900 lakos. Frakciója: Soplajes.
- Wolkenstein in Gröden (olaszul: Selva di Val Gardena, ladinul Sëlva), 2600 lakos. Frakciói: Pozza in Gröden (Pozza / La Poza) és Plan in Gröden (Plan).

Mindhárom község a Salten-Schlern önkormányzati szövetséghez (Bezirksgemeinschaft Salten-Schlern / Comunità comprensoriale di Salto-Sciliar) tartozik, mely 16 dél-tiroli községet egyesít.
Gröden déli oldalán (a Seiser Alm északi lankáin) fekvő frakciók Kastelruth (Castelrotto / Ciastel) városához tartoznak: Pufels (Bula), Runggaditsch (Roncadizza /Runcadic), Überwasser (Oltretorrente / Sureghes). Maga Kastelruth település azonban már nem a Grödeni-völgyben, hanem a Schlern körzetében fekszik.

### A Grödeni-Dolomitok
A völgyet körülvevő változatos hegyvidéket a Geisler-csoport, a Puez-csoport, a Sella-csoport és a Langkofel-csoport alkotja. A meredek szakadékokkal szabdalt tornyok a sziklamászók kedvelt célpontjai, festői változatosságuk vonzza a hegyjáró kirándulókat, sportolókat. A Grödeni-Dolomitok a Déli-Mészkőalpokhoz tartoznak, több földtörténeti korszakra jellemző, változatos geológiai felépítéssel.
A Grödeni-Dolomitok hegycsoportjai
- Északon a Raschötz (Rasciesa) hegygerinc (2317 m), a Seceda (2519 m), Pitschberg (2363 m), a Geisler-csoport (Geislerspitzen / Gruppo delle Odle, 3025 m), a Stevia (2555 m), a Col dala Pieres (2747 m) és a Puez-csoport a Puez-csúcsokkal (Pizes de Puez ((2918 m).
- Keleten a Cir-csúcsok (Tschierspitzen / Pizes de Cir, 2592 m), a Grödeni-hágó, a Sella-hágó és a Sella-csoport a Boè-csúccsal (3152 m).
- Délen a Langkofel-csoport a Langkofel-csúccsal ((3181 m), a Ciampinoi-fennsík, a Monte Pana, a Seiser Alm, a Schlern-csoport, benne a Rosszähne (Denti di Terrarossa, 2653 m), a Roterdspitze (Cima di Terrarossa, 2655 m) és maga a Schlern (Sciliar, 2564 m).
- Nyugaton a 2174 m magas Puflatscher Alm fennsíkja zárja a völgyet.

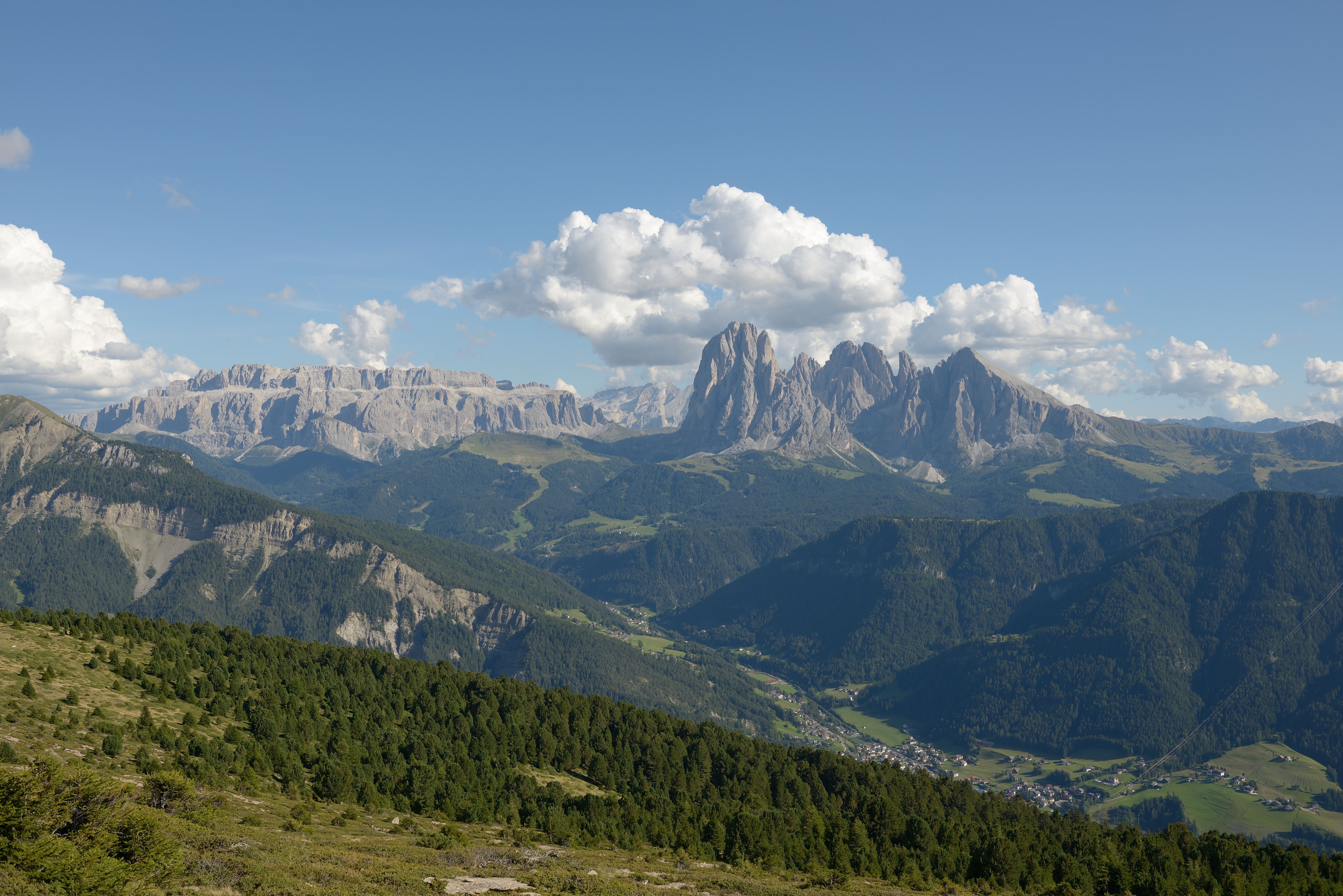
Gröden ÉNY-ról,Sella, Langkofel
St. Ulrich keletről, Pufels felől
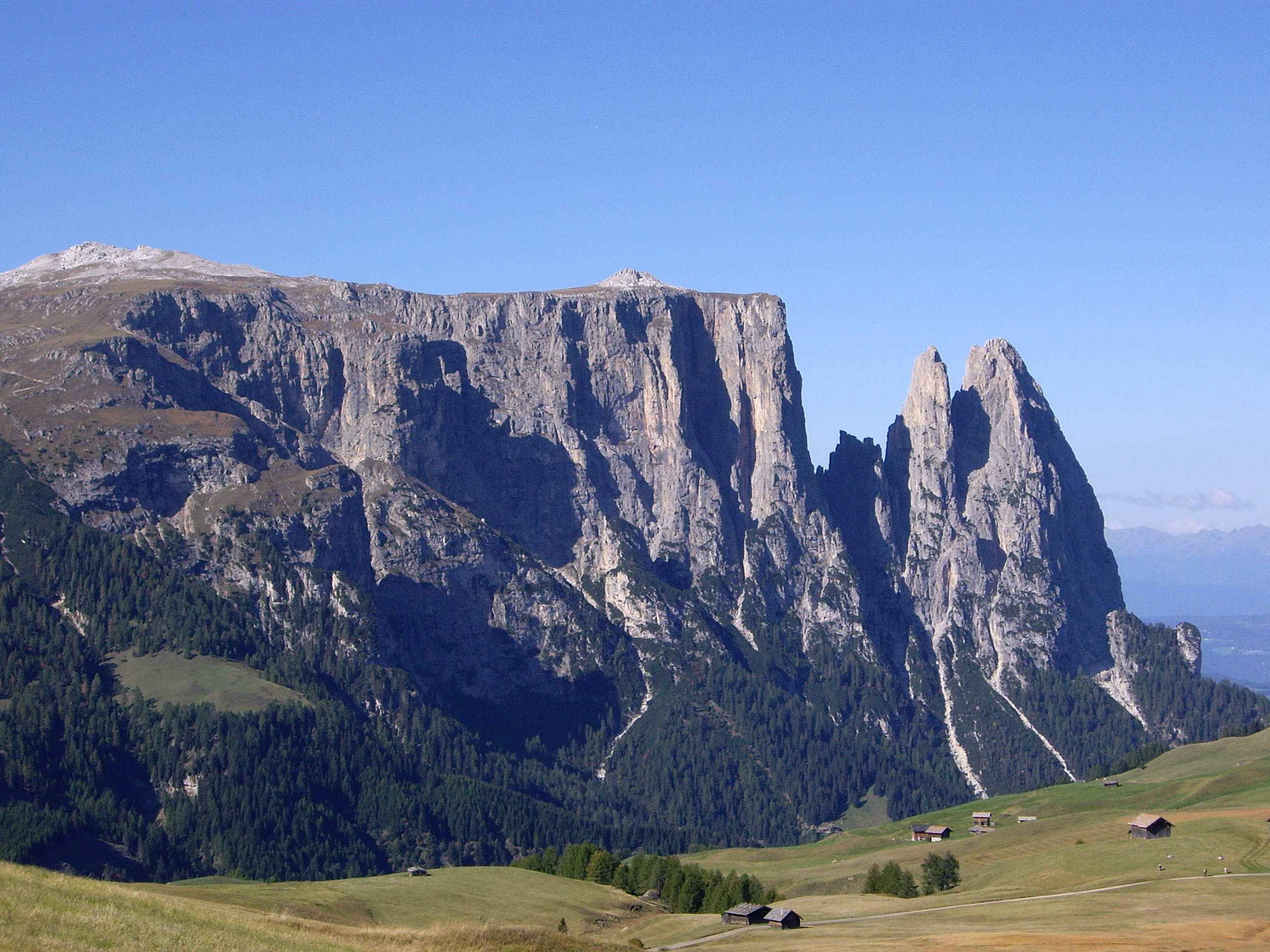
A Schlern északról, a Seiser Alm-ról
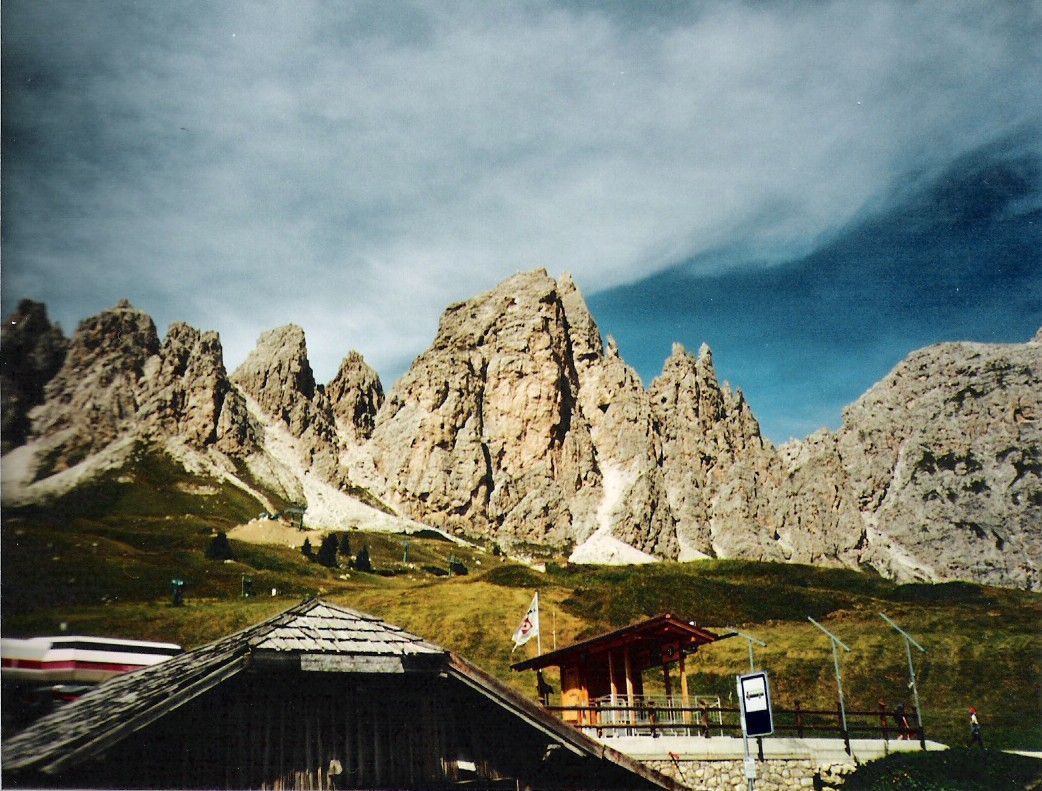
Cir-csúcsok délről, a Grödeni-hágóból

Gröden tavai

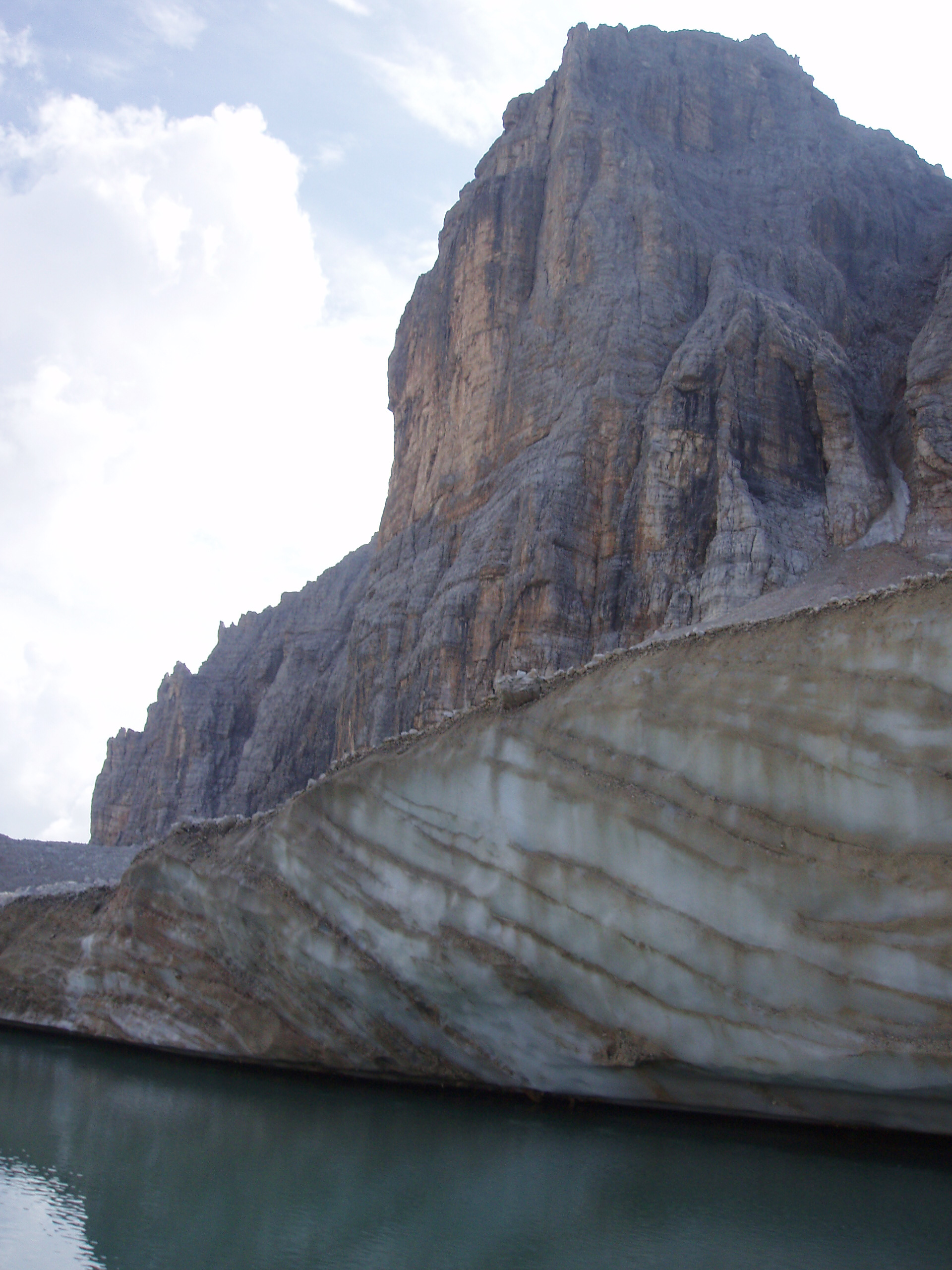
A Sárkány-tó (Lech dl Dragon), gleccser-eredetű tengerszem a Meisules-fennsíkon, a Sella-csoportban

A Grödeni-völgy területén számos kisebb hegyi tó található, legtöbbjük 2000 m fölötti magasságban fekvő tengerszem. A Sella-csoportban, 2680 m magasságban van a Sárkány-tó (ladin nevén Lech dl Dragon), a Puez hegycsoportban, 2380 m magasságban a Crespëina-tó (Lech de Crespëina). A Mastlè Alm nevű hegyi legelőterületen több tó is található: Lech Sant (2096 m), Lech da Iman (2208 m), Lech da Rijeda (2135 m), Lech dla Scaies (2050 m), végül a Pitschberg alatt a Lech Lagustel (1826 méteren).

## Történelme

### Őskor
Az 1990-es években a Grödeni-hágóban, az Abri Plan de Frea nevű barlangban ember által készített nyílhegyeket, tűket és más használati eszközöket találtak, melyek keletkezését i. e. 6000-re datálják. Ezt tartják a Dolomitok legrégebbi ismert emberi táborhelyének. Nem tudjuk, átvonuló vadászok vagy átmenetileg (nyáron) itt lakó telepesek laktak-e itt? St. Ulrich közelében a La Tène-kultúrába illeszthető tárgyakat (bronz csatokat, ékszereket, vas baltafejet, egyszerű földművelő szerszámokat) találtak, az i. e. 400-as évekből.

### Középkor
Gröden első írásos említése a 995–1005 évekből származik: A freisingi kolostor (Hochstift Freising) levéltárában talált birtoklevél „ad Gredine forestum“ (grödeni erdővidék) átruházásáról ír.
1027-ben Gröden a Brixeni Püspökség birtokába jutott, ennek világi helytartói (Vogt-jai) előbb Andechs grófjai, majd Tirol grófjai lettek. A völgy a 12. századtól a lajeni egyházközséghez tartozott, a déli oldal községei pedig Kastelruth-hoz. 1902-ben St. Ulrich-ban önálló egyházközséget alapítottak, amely átvette Lajentől a völgy egyházi irányítását.

### Napóleoni háborúk

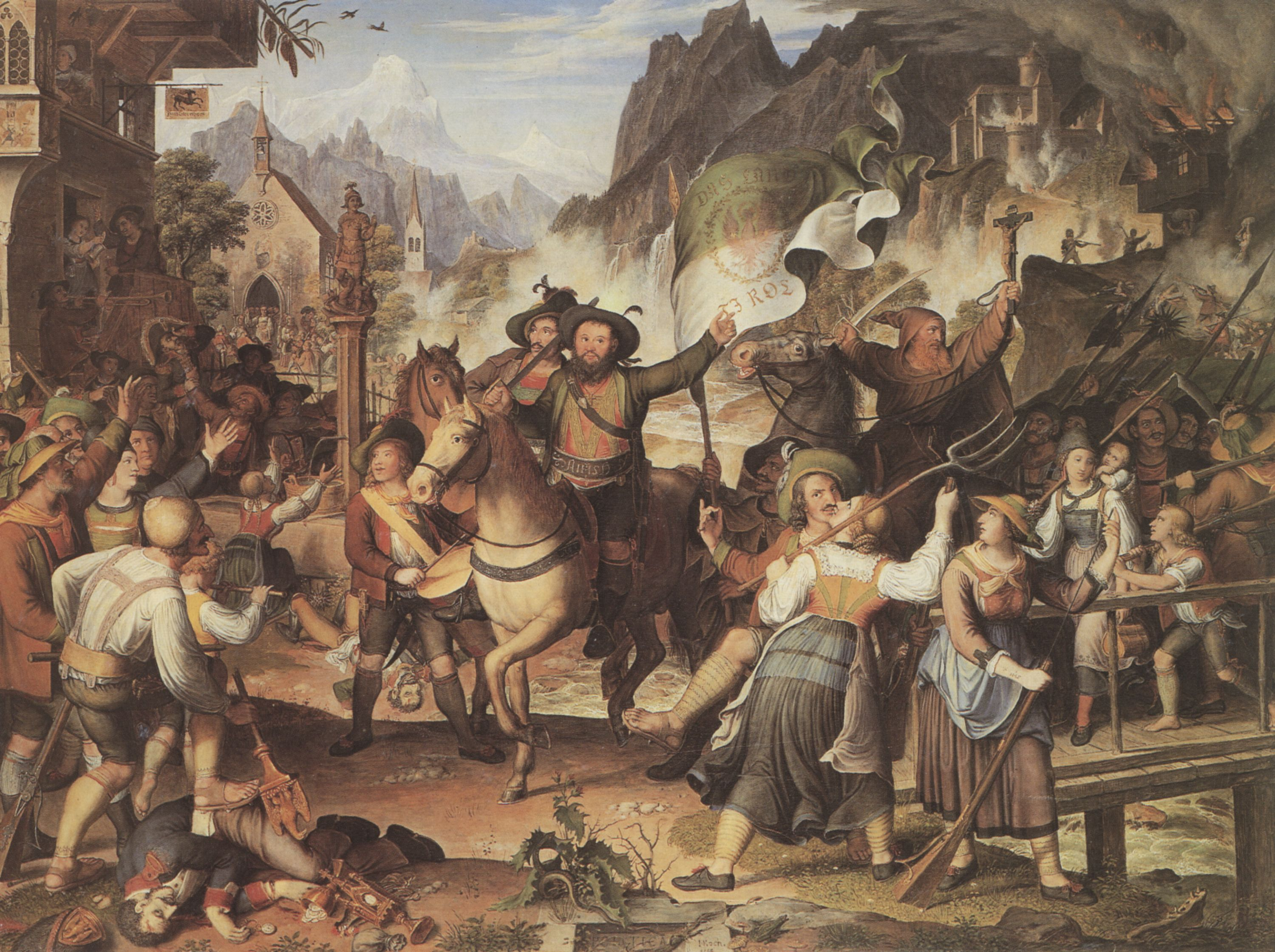
A tiroli népfelkelés (1809)

Az ötödik koalíciós háború (1809) során Tirolt a Bajor Királysághoz csatolták, a francia–bajor megszállás ellen kirobbant a tiroli népfelkelés, melyet azonban az év végére levertek. Gröden kis számú lövésszel vett részt a felkelésben (a férfi lakosság nagy része külföldön kereskedett. 1809. november elején Luis Peyri francia tábornok szállta meg Grödent. Wolkenstein és St. Ulrich körzetében állomásoztak. Andreas Moroder, a tiroli lövészek helyi parancsnoka szabad elvonulásról tárgyalt velük, de letartóztatták és túszként a Puster-völgyi Mühlbachba szállították. November 4-én Lajen és Waidbruck között csatára került sor, ahol a tiroli lövészek 400 francia katonát öltek meg. 1809 végén egy wolkensteini bírói testület határozatban kérte, Grödent ne szakítsák el a Bajorországhoz csatolt Német-Tiroltól. 1810-ben Tirol déli részét a napóleoni Itáliai Királysághoz és a francia császári Illír tartományokhoz csatolták, az új határ a Langkofel-csoport és a Schlern főgerincén át futott. Ausztria 1813-ban, a hatodik koalíciós háborúban szerezte vissza Tirolt.

### Háziipar, kereskedelem az újkorban

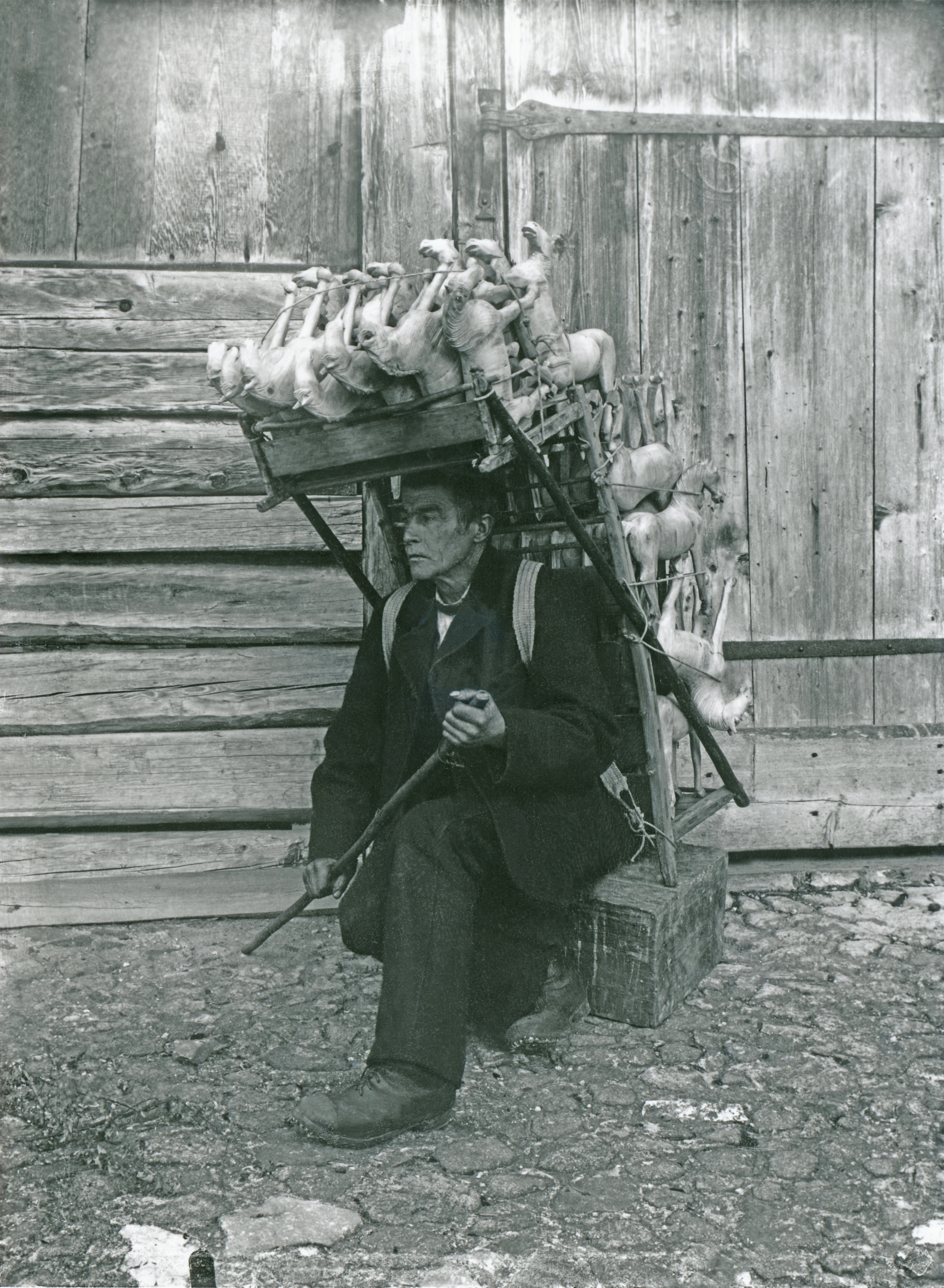
Áruját szállító grödeni vándorkereskedő, 1880 k.

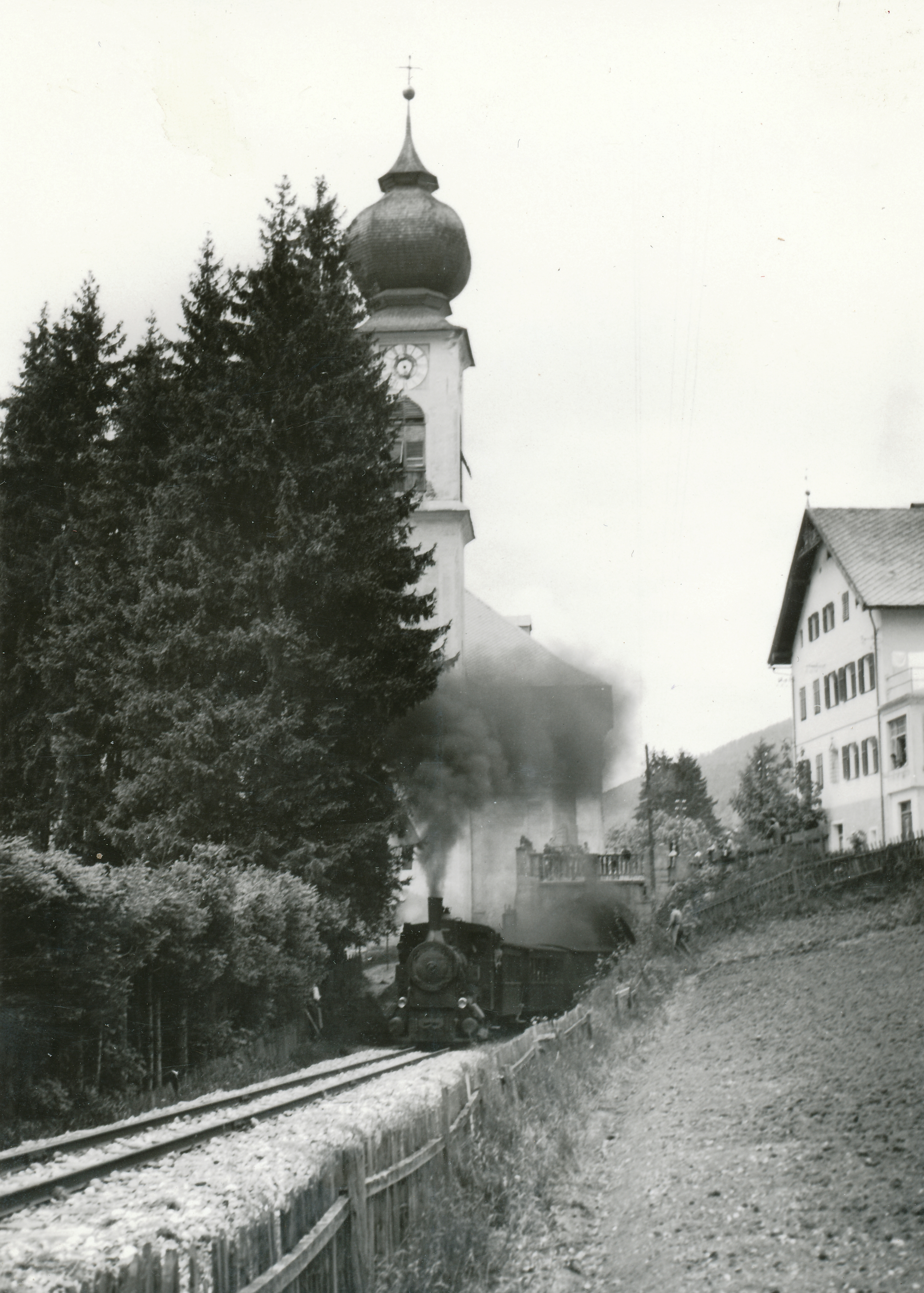
A Gröden-vasút utolsó üzemnapja (St. Ulrich, 1960. május 28.)

Fekvése miatt a Grödeni-völgy nem volt alkalmas gabona-, gyümölcs- vagy bortermelésre. Az állattenyésztés mellett a lakosság fafeldolgozással foglalkozott. Az itt esztergált faedényekkel már a 16-17. században nagy területeken kereskedtek. A 17. századtól a nők horgolt terítőt és kelléket készítettek, a 18. század közepétől a fából faragott gyermekjátékok, dísztárgyak, egyházi faszobrok, szentképek készítése vált a grödeni háziipar alapjává. Grödenben évi egymillió játékbabát és állatfigurát készíttek fából.
A 17. századtól sok grödeni vándorkereskedőként, házalóként árulta saját termékeit. A fafaragást művészi szintre emelték, fafaragó dinasztiák alakultak ki (Trebinger, Vinazer családok). Ezek tagjai brixeni mestereknél, sőt többen közülük velencei és római művésziskolákban. A 18. századra Grödenben legalább negyven fafaragó vállalkozás működött. A templomi faszobrok fő megrendelőjének, a katolikus egyháznak aktív támogatásával St. Ulrichban rajzolóiskolát alapítottak. A müncheni és a bécsi képzőművészeti akadémiák megalapítása után itt is számos grödeni fafaragó művészt tanítottak. A Grödenben készült faszobrok zöme a helyben bőven termő havasi cirbolyafenyőből készült és készül ma is.
A fajátékok, faeszközök, templomi szobrok és faragványok vándorkereskedéséből a 18. század végére Tirol határain túlra kiterjedő ügynöki hálózat alakult ki. A grödeni lakosság kétharmada külföldön kereskedett a völgy termékeivel. Grödenből származó kereskedőcsaládok emelkedtek fel. A grödeni Perathoner család Firenzében pénzváltó ügynökséget működtetett. 1807-ben Gian Domenico Perathoner a St. Ulrich-i templomnak alabástrom Madonna-szobrot adományozott, melyet ma a Gröden Múzeum őriz. Grödeni termékek lerakatai működtek Oroszországban, Alexandriában és Észak-Amerikában. A napóleoni háborúk után azonban új sorkötelezettségi törvény lépett életbe, amely megtiltotta a helybeli férfiak hosszabb külföldi tartózkodását, a vándorkereskedő hálózat helyét felvásárlói rendszer vette át.
1856-ra teljes hosszában kiépült a völgy útja (a mai SS-242 számú országos főút). 1882-ben azonban Tirol déli részét és Grödent is súlyos árvízkatasztrófák sújtották. Nagy esőzések következtében árvizek, földcsuszamlások 12 ember életét követelték, számos ház, malom, gazdaság elpusztult, az ár legelőket, erdőket tarolt le. Az addig virágzó fakitermelés lehanyatlott. 20 hidat sodort el a víz, a Grödeni-völgy útja járhatatlanná vált, csak 1883 januárjára sikerült ideiglenesen használhatóvá tenni.
1916-ban üzembe állították a 31 km hosszú Gröden-vasutat (Grödner Bahn), a Brenner-vasút szárnyvonalát, amely eredetileg a buchenstein-völgyi frontra szánt utánpótlás szállítására építettek. A keskeny (760 mm) nyomtávú vonal az Eisack völgyében fekvő Klausenből indult (520 m), és felkapaszkodott a felső-grödeni Plan községig (1592 m). 1919 után az olaszok vették át a vasutat, melyet 1960-ig működtettek.

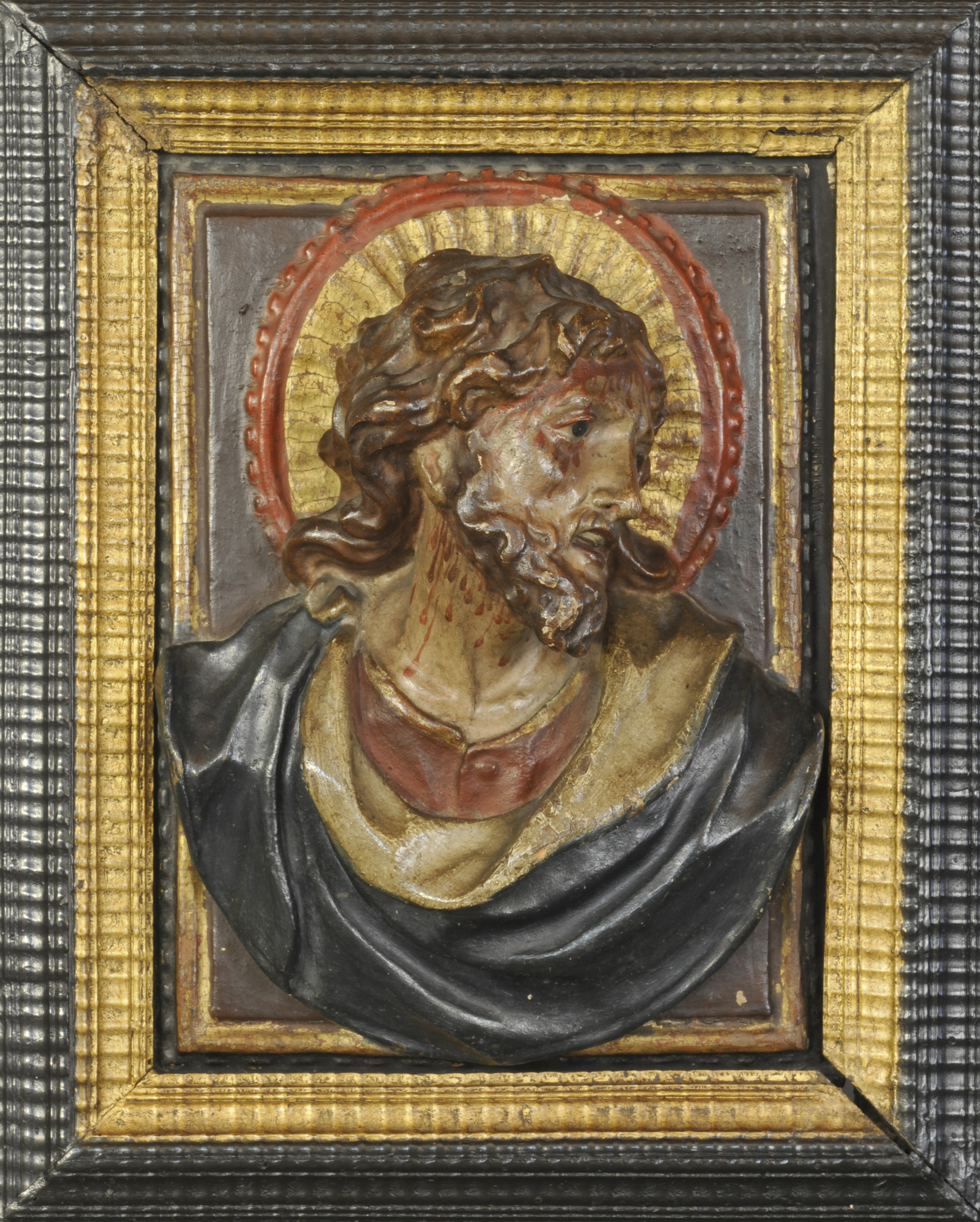
Faragott Krisztus-féldombormű (Martin Vinazer, 1727.)
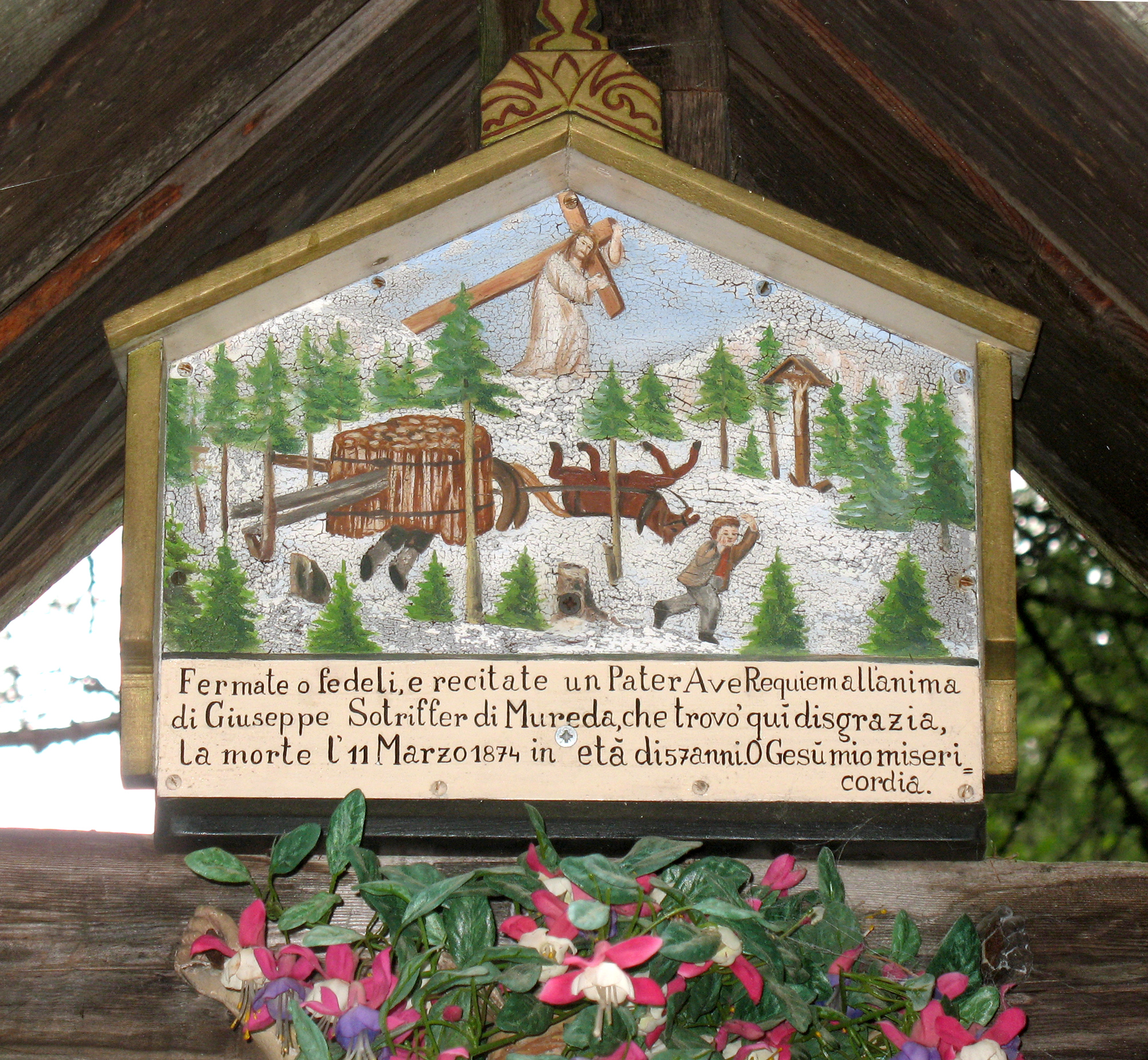
Favágó-balesetet ábrázoló képes emlékfa St. Ulrich-ban (1874)
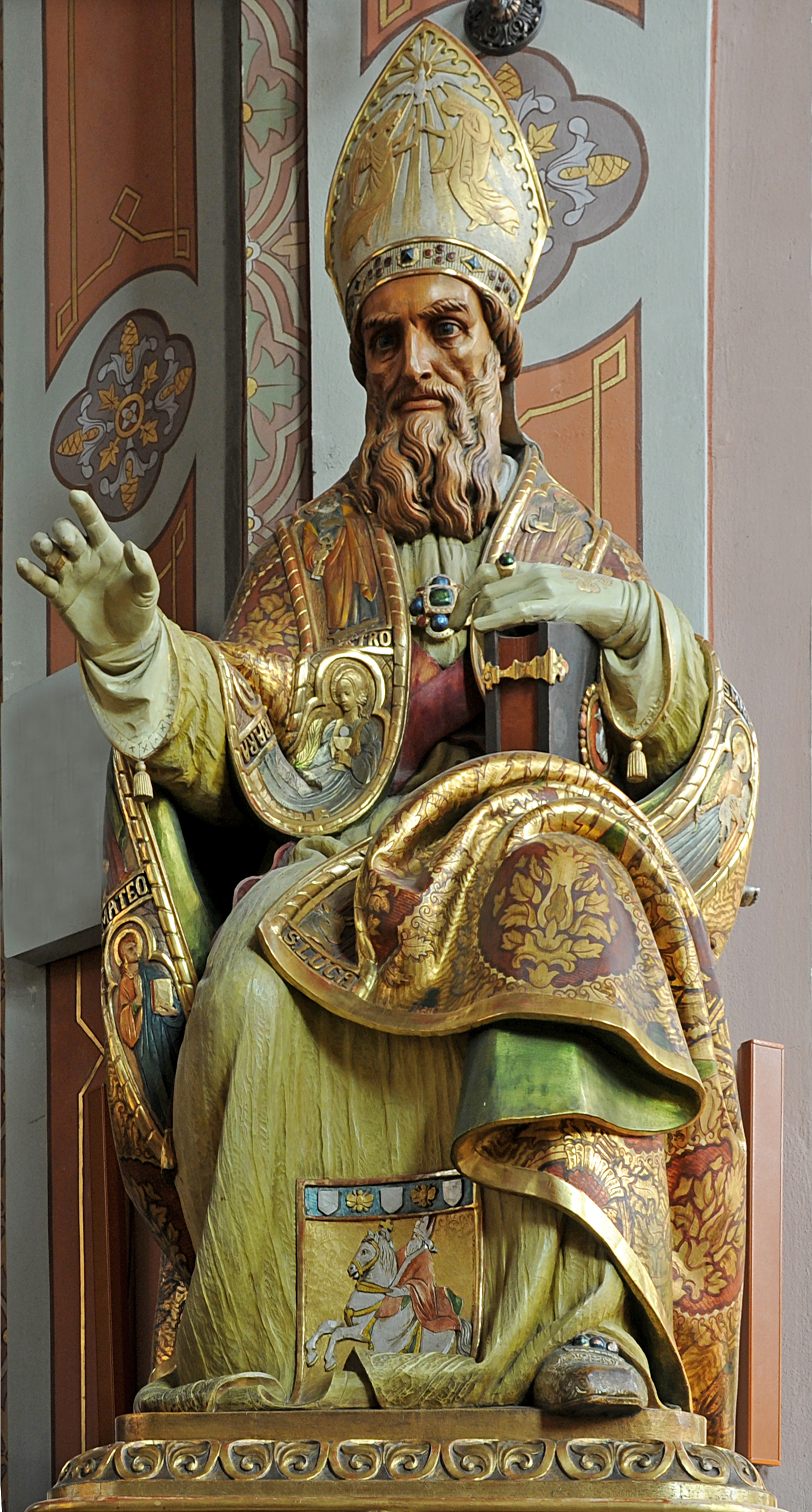
Szent Ulrik szobra (Ludwig Moroder, 1910 k.)
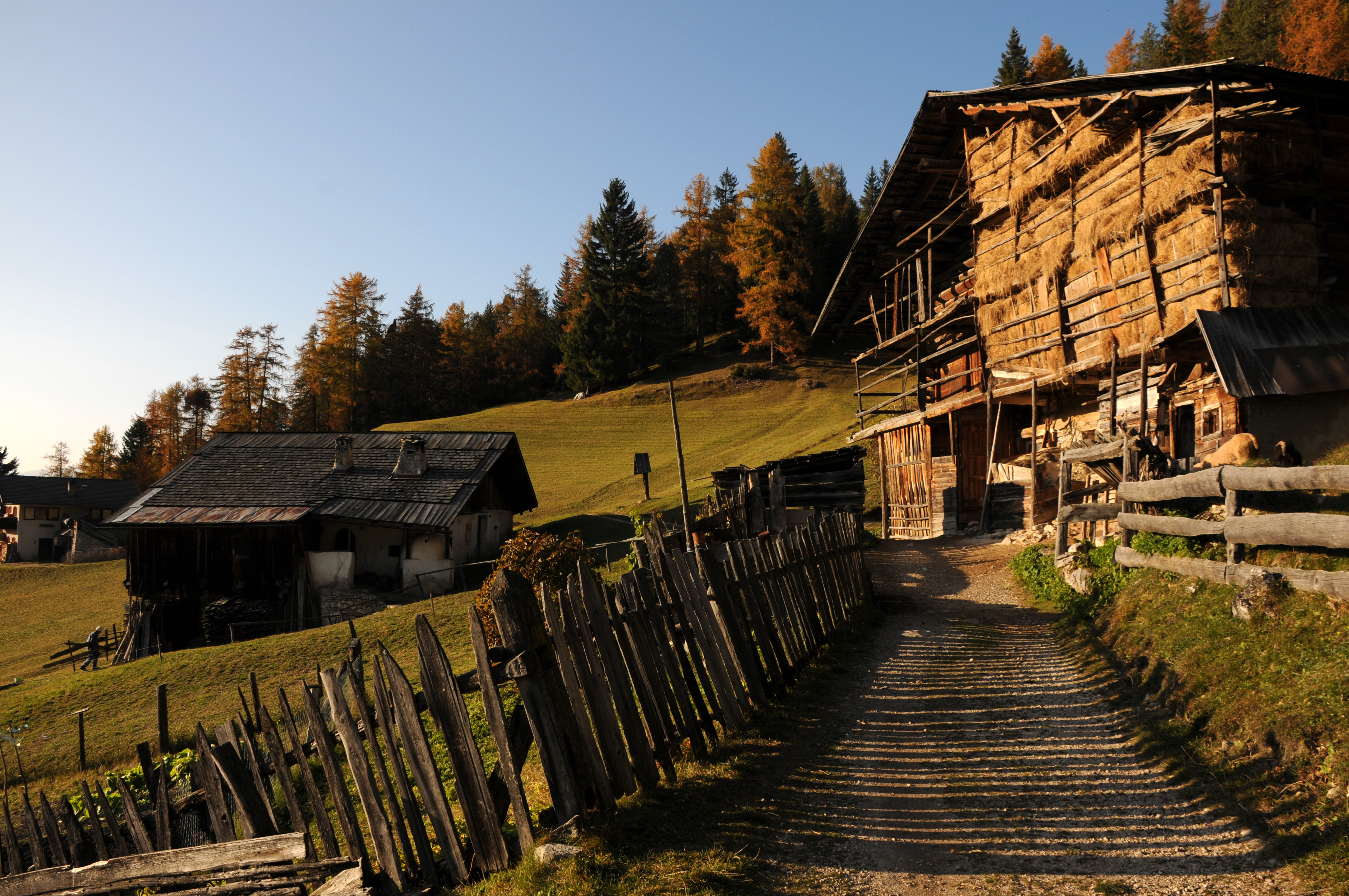
Régi parasztporta (Hof Peza, St. Ulrich)

## Néprajz

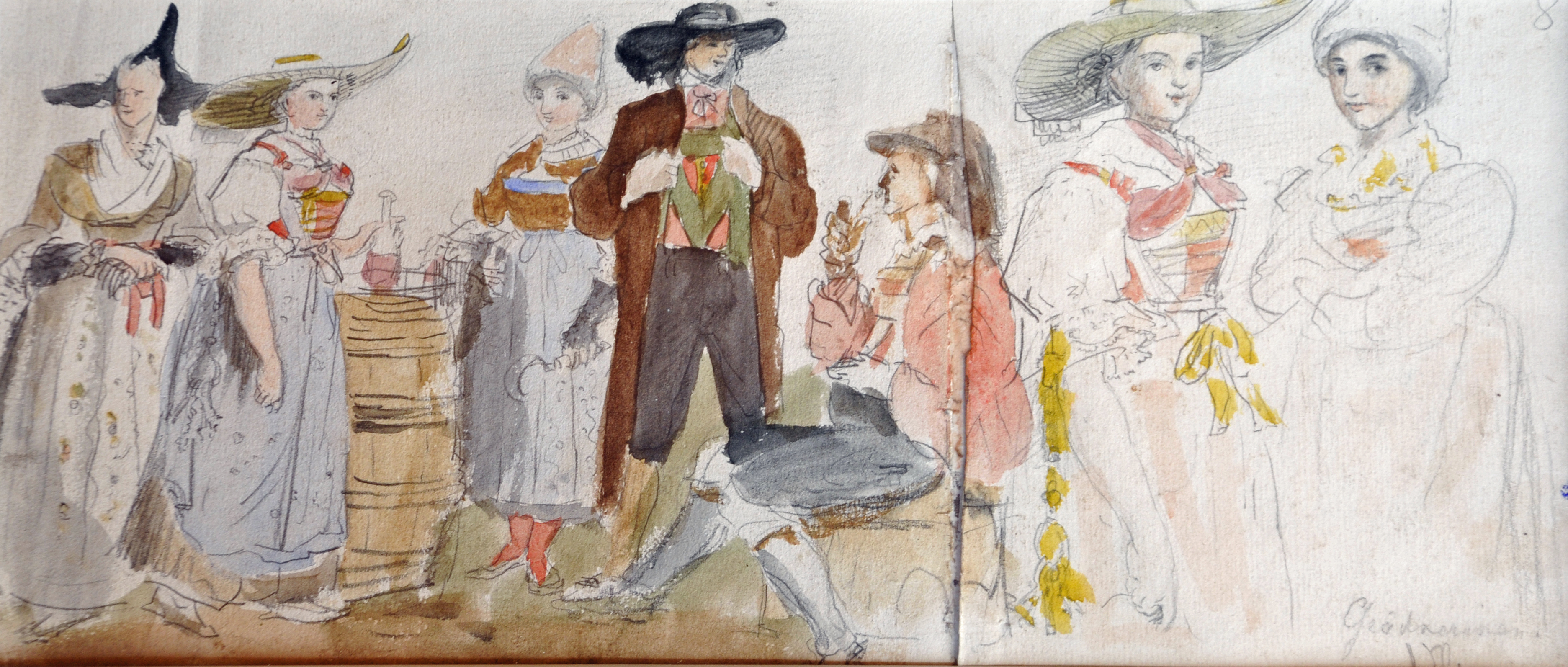
Grödeni viseletek (Josef Moroder-Lusenberg rajza)

A Grödeni-völgy egyike a Dolomitok öt „ladin völgyének”, ahol a lakosság túlnyomó többsége ladin anyanyelvű. (A másik négy a tiroli Gader-völgy, a trentinói Fassa-völgy, a venetói Ampezzói-völgy, Cortina d’Ampezzo központtal, és az eredetileg szintén tiroli, de 1918-ban Venetóhoz átcsatolt Buchenstein-völgy (Fodóm). A Grödeni-völgy külső (alsó) szakaszán az Eisack-völgyi Waidbrucktól a Pontives-völgyszorosig (1200 m tszf. magasságig) a lakosság alapvetően német anyanyelvű tiroli (osztrák). (Lajen lakossága például 90% osztrák, 6% ladin, 4% olasz). A Porta Ladina fölötti vidékeken ladin anyanyelvűek élnek. Gröden lakossága azonban mindhárom nyelven kommunikál. A grödeni népviselet (Tracht) ma is népszerű, egyházi ünnepeken tömegesen viselik. Grödenben, a Dolomitok más völgyeihez hasonlóan számos népmese, legenda, eredetmonda született. Ezek egyik jelentős 20. századi kutatója Karl Felix Wolff (1879–1966) volt.
A leggyakoribb grödeni családnevek: Bernardi, Comploi, Delago, Demetz, Hofer, Insam, Kasslatter, Kostner, Lardschneider, Malsiner, Moroder, Mussner, Perathoner, Pitscheider, Pitschieler, Ploner, Prinoth, Rabanser, Runggaldier, Schenk, Senoner, Sotriffer, Stuffer, Vinatzer.

## Turizmus, sport

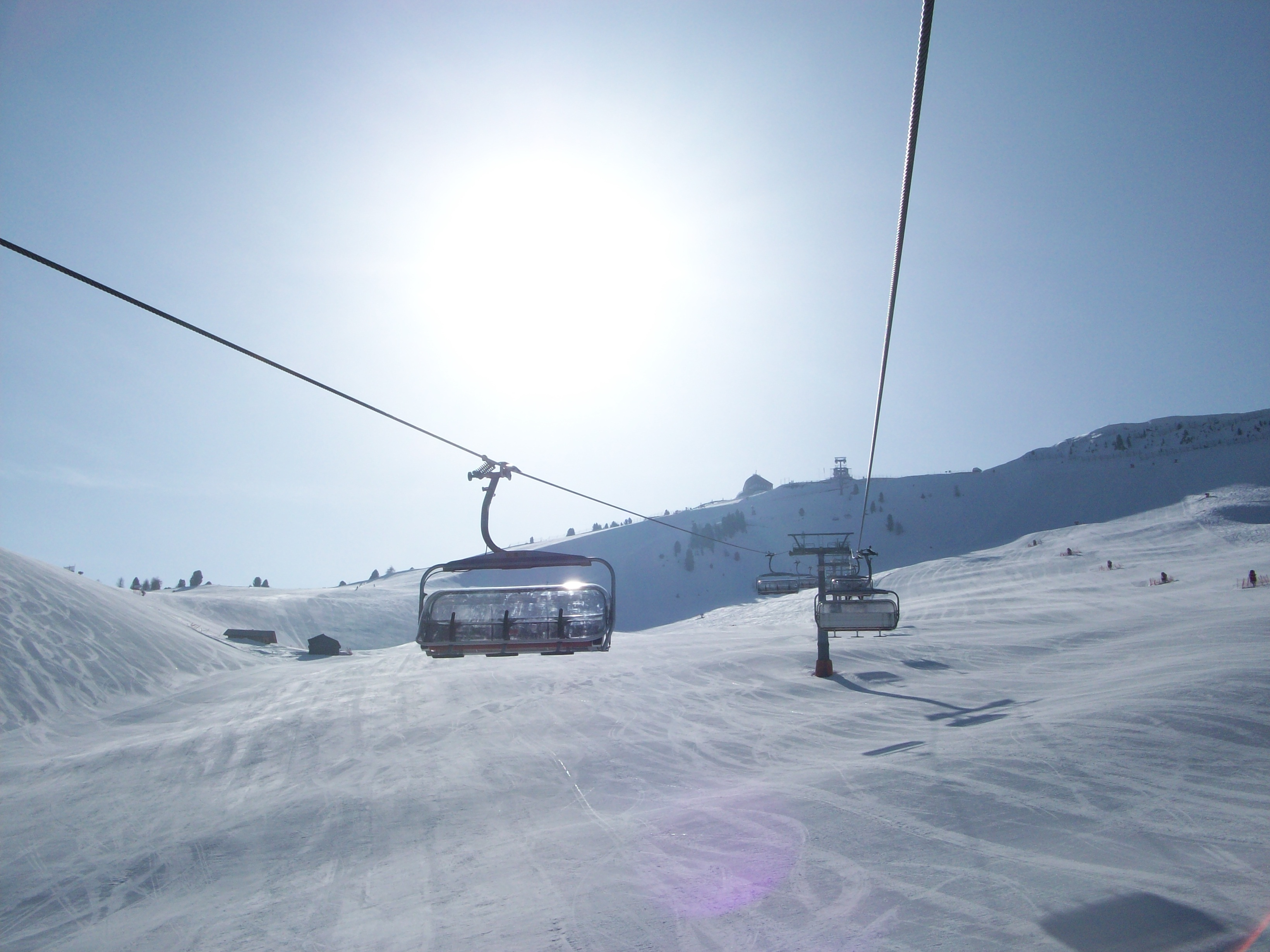
Sípálya a Langkofel alatt

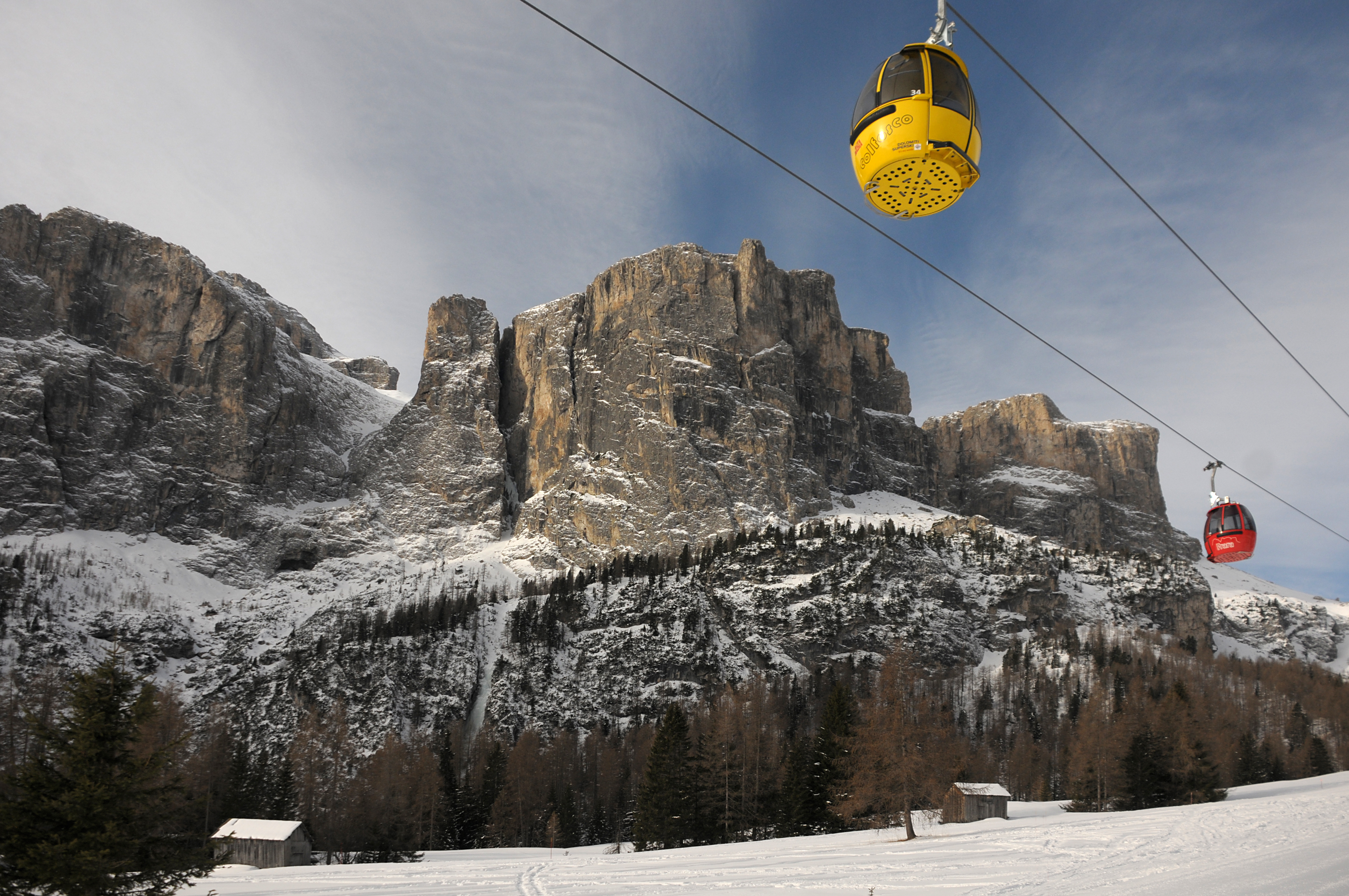
A Grödeni-hágó sífelvonója

A legfontosabb gazdasági ágazat az idegenforgalom, különösen a télisport-központok.
A sportsíelők a 19. század végén jelentek meg a völgyben. A versenysport számára építették ki az impozáns Saslong sípályát (nevét a Langkofel hegycsoport ladin nevéből, Saslonch-ból kapta), mely Ciampinoi-ból Ruaciába fut (Gemeinde Wolkenstein község területén), itt műlesikló és Super-G világbajnokságokat is rendeznek. Grödenben rendezték az 1970-es alpesisí-világbajnokságot. A Grödeni-völgyön áthalad a Sella-csoport körül kiépített körkörös síút, a Sellaronda. A völgy tagja a Dolomiti Superski pályaszövetségnek. 2007 óta a Monte Panán több sífutó pályát is kialakítottak. St. Christinában két síugrósánc is működik.
Nyáron a hegymászók vághatnak neki a Sella falainak, a hágókon és az előhegyek lejtőin a hegyjáró kirándulók számára vannak kitűzött túrautak. Nagy hagyománya van a jégkorong-sportnak. Neves helyi jégkorong-csapat a HC Gherdëina, melynek otthona a St. Ulrich-i jégstadion volt. A csapat négyszer nyerte meg az olasz nemzeti bajnokságot. 1998-ban földcsuszamlás miatt a jégstadion összedőlt, a csapatot Wolkensteinbe (Selva di val Gardena) költöztették, és összevonták az ottani HC Selva csapattal. Bár az egyesített csapat neve HC Gherdëina maradt, játékuk színvonala azonban elmaradt a régitől. A 2010-es évekre már a második ligába csúsztak vissza.
Nyáron Gröden a hegyi túrázók, a mountain-bike-osok, és az alpesi hegymászók terepe. A Grödenből induló alpinisták számra sok jól kiépített vasalt mászóút (Klettersteig / via ferrata) kínálkozik: 
- Oskar-Schuster-Steig, a Langkofel-csoportban, a Plattkofel csúcsára visz,
- Pößneckersteig, a Sella-tömbbben. Ez a Dolomitok legrégebbi vasalt mászóútja, amelyet 1912-ben a Német Alpesi Egyesület (DAV) pößnecki szekciója épített meg.
- Brigata Tridentina, a Sella-csoportban, a Pisciadù-menedékházhoz vezet, a hasonló nevű tengerszem (Pisciadùsee) partján.
- Cir-csúcsok közül a Nagy Cir-csúcsra vezető út, a Sella-csoportban
- Sass Rigais, a Geisler-csúcsokra
- Piz Duleda útja, a Puez-csoportban
- Sandro Pertini-út a Langen-völgyben

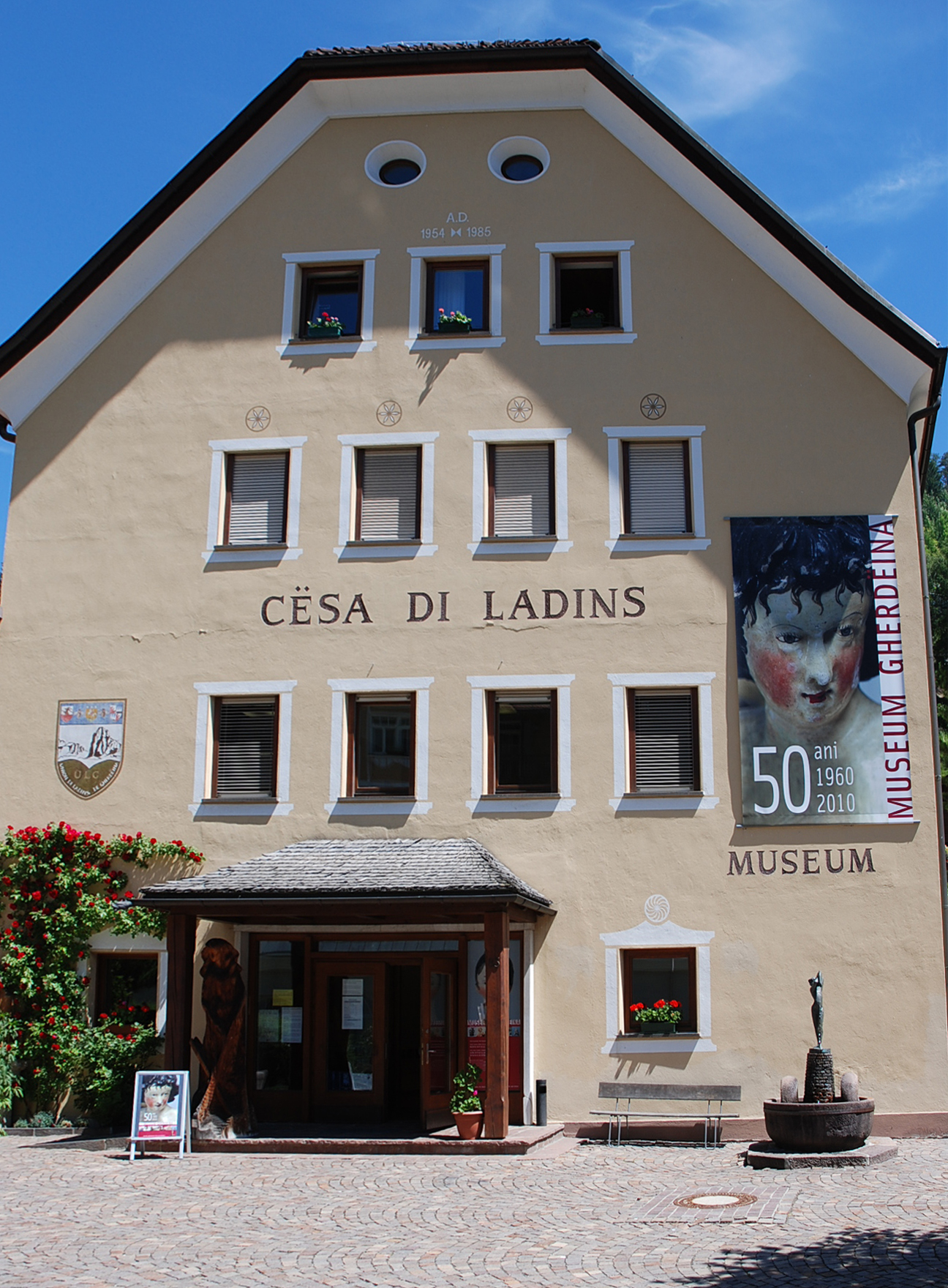
A Gröden Múzeum

## Látnivalók
- A Gröden Múzeum  (Museum Gröden) St. Ulrich községben, a Grödeni Ladinok Egyesületének házában, a  Cësa di Ladins-ban található.[14] Gazdag gyűjteménye van 17…20. századi fafaragásokból. Mint helytörténeti múzeum, régi grödeni fajátékok, fosszíliák, ásványok, a vaskortól a római korig tartó korszakokból való régészeti leletek is láthatók itt. Bemutatják A Grödeni-völgy neves festőművészének, Josef Moroder-Lusenbergnek (1846–1939) több tucat művét. A múzeum őrzi Luis Trenker (1892–1990) tiroli filmrendező, hegymászó és építész hagyatékát.
- A Grödeni-völgyben két középkori várrom található, Stetteneck vára St. Ulrich községben, és Wolkenstein vára a Langen-völgyben (Langental). St. Christina in Gröden községben áll egy barokk stílusú, kastélyszerű építmény, az ún. „Fischburg”, mely a velencei Franchetti nemesi család birtokában van.
- A Panidi-nyereg és a Kastelruth-hoz tartozó Pufels község között egy geológiai tanösvényt (Geotrail) létesítettek, mely többnyelvű magyarázó táblákkal mutatja be a Dolomitok keletkezéstörténetét.[15]

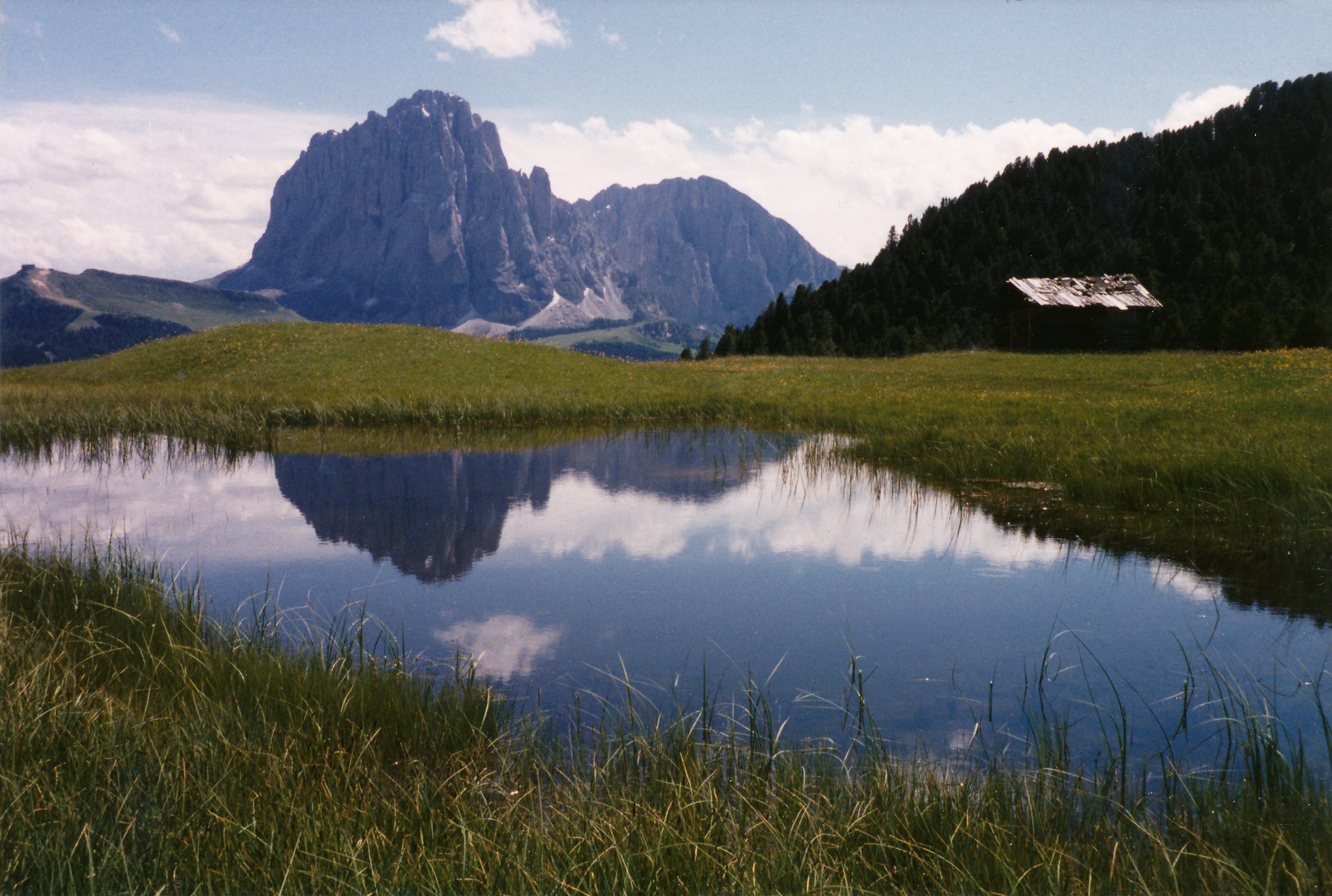
Lech dl Mandl láp-tavacska, Langkofel
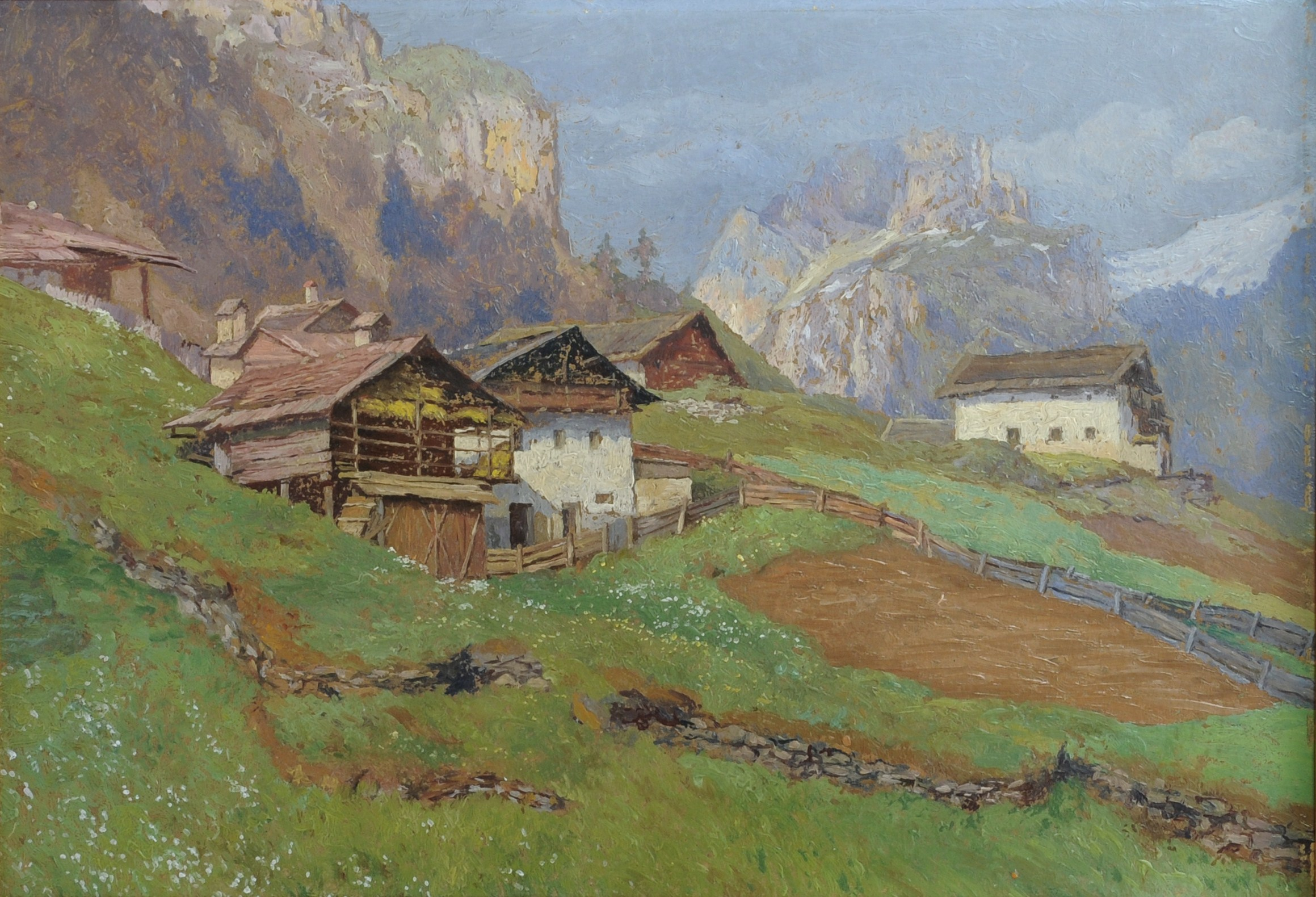
Wolkensteini látkép, Gustav Jahn festménye
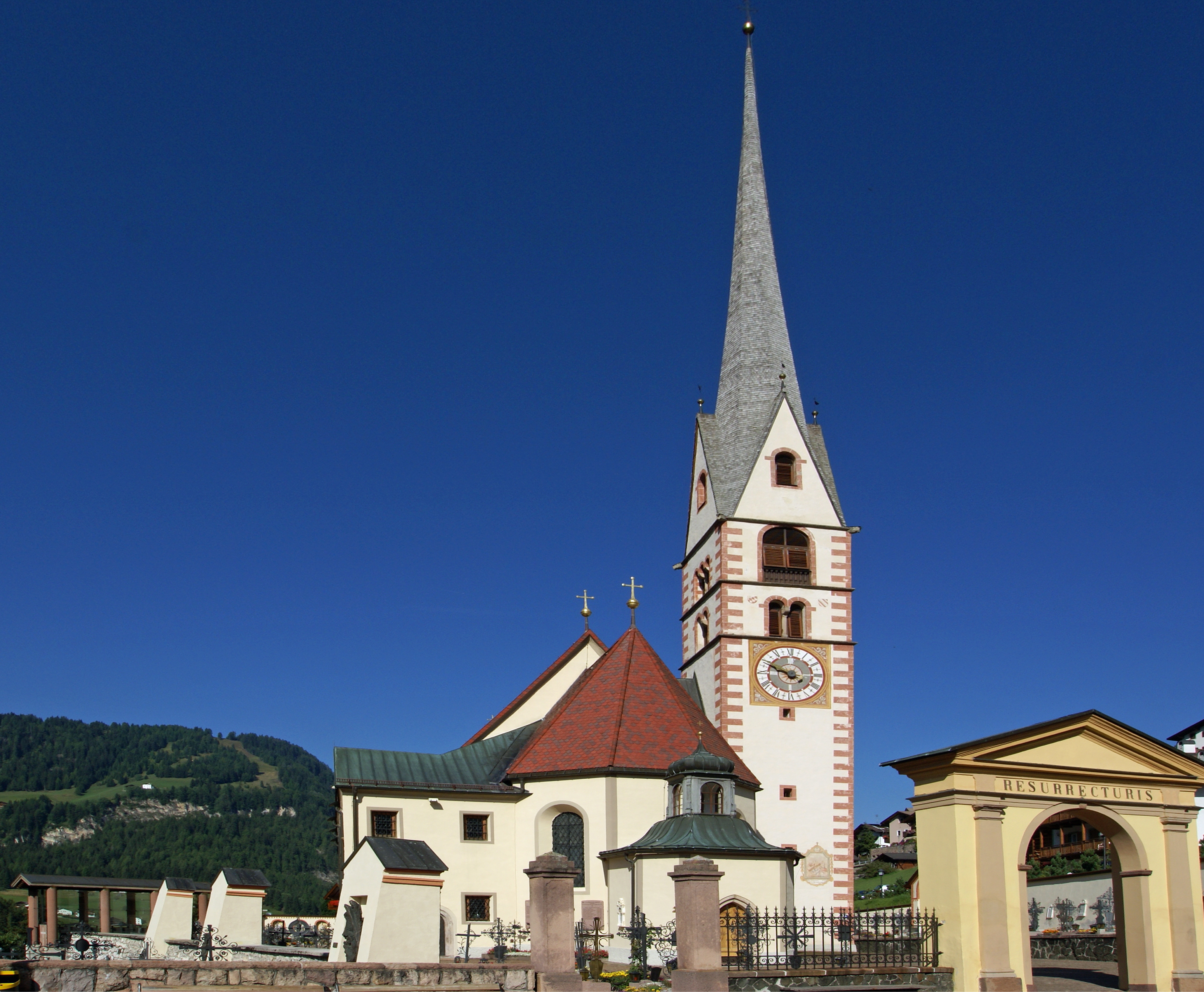
St. Christina plébániatemploma (14–16. század)
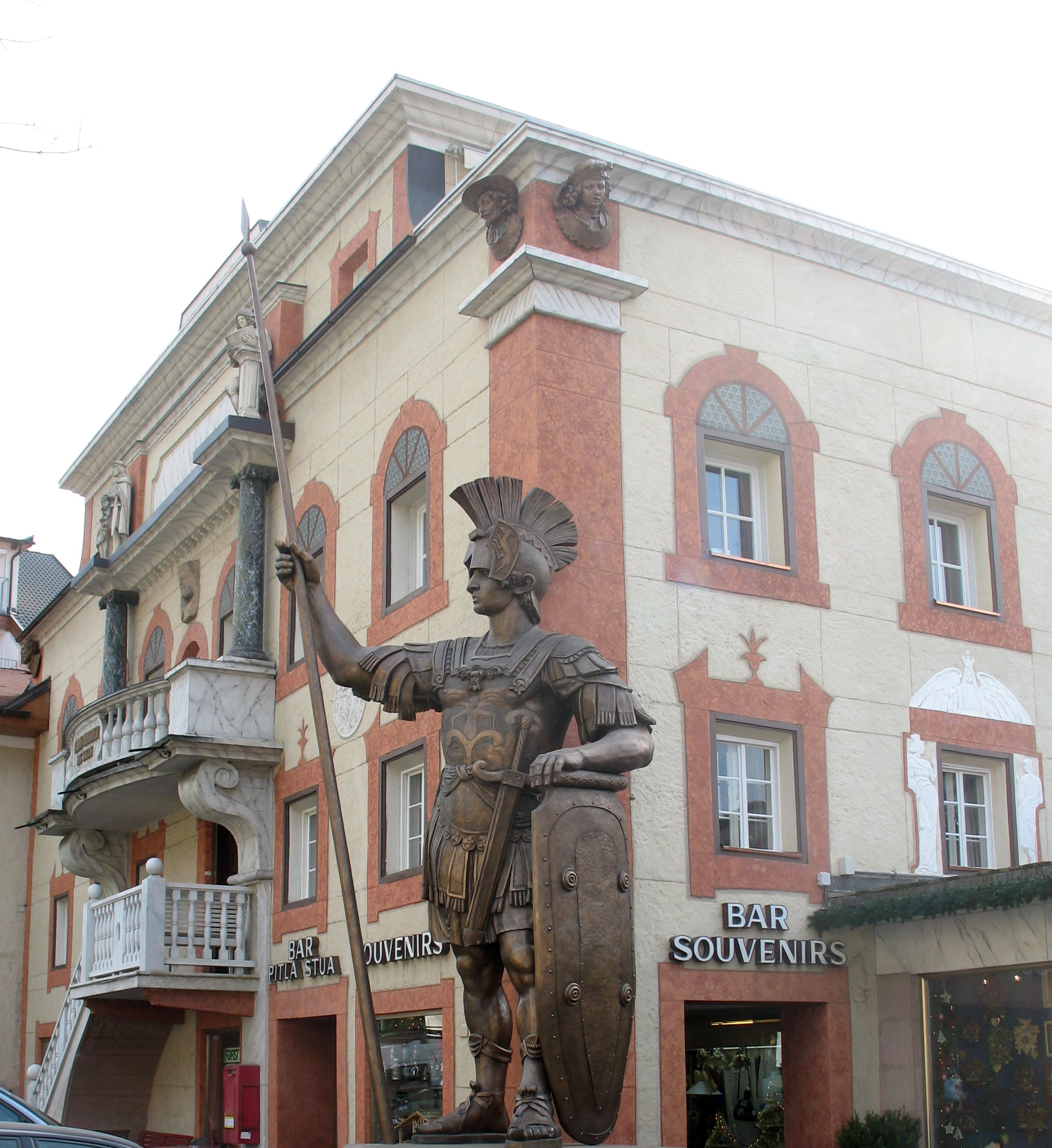
St. Ulrich, a Villa Venezia

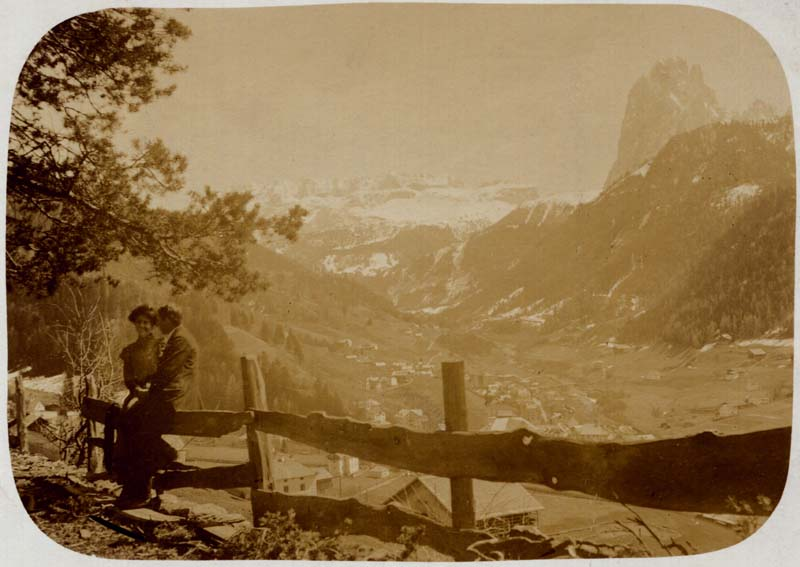
Képeslap a Grödeni-völgyből, 1895.

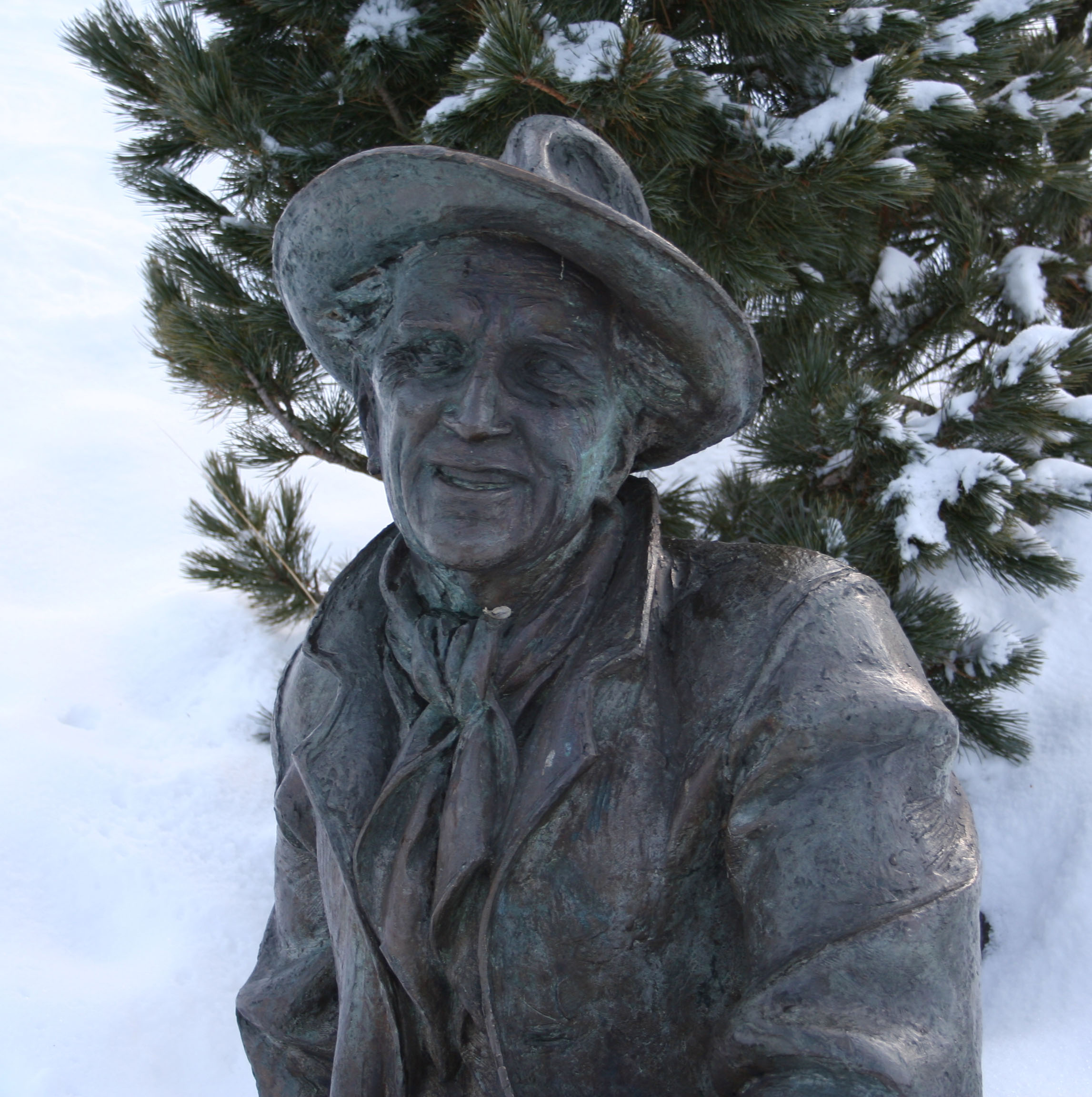
Luis Trenker-emlékmű, Tirler-tanya, Seiser Alm

## Filmművészet
- Luis Trenker (1892–1990) több játékfilmjét szülőföldjén, Grödenben vette fel.
- 1967-ben Roman Polański St. Ulrich in Gröden-ben forgatta a Vámpírok bálja c. horror-vígjátéknak külső felvételeit.

## Gröden híres szülöttei
- Oswald von Wolkenstein (1377–1445) késő középkori költő, zeneszerző
- Martin Vinazer (1674–1744) festő, szobrász, a Vinazer festődinasztia tagja
- Josef Moroder-Lusenberg (1846–1939) festőművész, szobrász, a Moroder dinasztia tagja
- Emil Terschak (1858–1915) hegymászó, fényképész, rajzoló
- Ludwig Moroder (1879–1953) szobrászművész
- Luis Trenker (1892–1990) hegymászó, színész, filmrendező, író
- Giorgio Moroder (1940) ladin születésű Oscar-díjas zeneszerző
- Isolde Kostner (1975) sífutónő, országos és világbajnok
- Carolina Kostner (1987) műkorcsolyázónő, Európa és világbajnok
- Elena Runggaldier (1990) ladin születésű olasz síugrónő, országos és világbajnok

## Kapcsolódó információk
- Val Gardena - The holiday valley of the Dolomites (A grödner-völgy honlapja, idegenforgalom, turizmus (angol, olasz, német nyelven). valgardena.it. (Hozzáférés: 2017. május 2.)
- Fritz Benesch. Bergfahrten in den Grödner Dolomiten (német nyelven). München: Bruckmann (1899)
- Wilhelm Moroder-Lusenberg. Die Marktgemeinde St. Ulrich in Gröden (német nyelven). Innsbruck: szerző saját kiadása (1908)
- Franz Moroder. Das Grödner Tal (német nyelven). St. Ulrich in Gröden: Deutscher und Österreichischer Alpenverein, Section Gröden (1914)
- Wilhelm Lutz. Gröden: Landschaft, Siedlung und Wirtschaft eines Dolomitenhochtales in: Tiroler Wirtschaftsstudien, 21. rész (német nyelven). Innsbruck: Wagner (1966)
- Edgar Moroder. Die Moroder, ein altladinisches Geschlecht aus Gröden-Dolomiten vom 14. bis zum 20. Jahrhundert. Beitrag zur tirolischen Familienforschung (német nyelven). St. Ulrich in Gröden: szerző saját kiadása (1980)
- Edgar Moroder – Bruno Flaim. Gröden in den Dolomiten (német nyelven). Calliano: Manfrini Editioni (1991). ISBN 88-7024-435-0
- Barbara Lanz – Sonja Mitterer. Pianta dei masi della Val Gardena / Höfekarte Gröden (olasz / német nyelven). Ortisei / St. Ulrich in Gröden: Museum Gherdëina (2014). ISBN 978-88-909015-0-8